# Brie-sous-Matha
Brie-sous-Matha är en kommun i departementet Charente-Maritime i regionen Nouvelle-Aquitaine i västra Frankrike. Kommunen ligger  i kantonen Matha som ligger i arrondissementet Saint-Jean-d'Angély. År 2022 hade Brie-sous-Matha 170 invånare.

## Befolkningsutveckling
Antalet invånare i kommunen Brie-sous-Matha
Referens:INSEE